# Torre saracena (Palmi)
La Torre aragonese di Pietrenere di Palmi, volgarmente detta torre saracena, è una delle antiche torri d'avvistamento cinquecentesche che sorgono sul litorale della Costa Viola. La struttura si erge sulla sommità del pianoro di Taureana, a ridosso di una falesia che sovrasta la spiaggia del Lido di Palmi. Costruita nel 1565, anticamente era denominata "Torre di Pietrenere"' (o de "Le Pietre Negre") per distinguerla dall'altra torre d'avvistamento di Palmi, chiamata Torre di San Francesco, attualmente scomparsa.
La torre è tutelata tramite notifica del 16 agosto 1913 e, dall'11 settembre 2011, fa parte del complesso del Parco archeologico dei Tauriani "Antonio De Salvo".

## Storia
Nel 1549, avvenne la distruzione di Palmi ad opera del corsaro turco Dragut Rais. A seguito di tale devastazione il duca di Seminara Carlo II Spinelli, che era divenuto feudatario della città nel 1555, decise di riedificare la «terra di Palma» e di fortificarla. Pertanto decise di costruire anche due torri di guardia costiera. Una fu chiamata di «San Francesco», ed era ubicata nella località ancora oggi denominata Torre, e l'altra, costruita presso la Chiesa di San Fantino, fu detta «di Pietrenere», dal nome della marina sottostante. La costruzione della Torre di Pietrenere, come indica l'iscrizione riportata a tutt'oggi, risale al 1565.
Da un atto del 1747 la torre risultava allora di proprietà di Bruno Ubaldo, quale «Capitano proprietario della Reggia Torre delle Pietre Negre in giurisdizione della Città di Seminara»
Il 16 agosto 1913 venne emesso un decreto di tutela della torre. Dall'11 settembre del 2011 la torre fa parte del Parco Archeologico dei Tauriani "Antonio De Salvo", inaugurato a seguito degli scavi archeologici che avvengono dal 1995 nell'area vicina al manufatto e che hanno portato alla luce le rovine dell'antica Tauriana.

## Descrizione
La torre ha una circonferenza alla base di circa 22 metri, una larghezza di 8 metri, un'altezza di 15 metri e la porta d'entrata è collocata ad un'altezza di 7 metri dal suolo, e conduce ad una camera provvista di feritoie sui muri perimetrali. I materiali usati per realizzarla sono pietre naturali e mattoni.
L'unica finestra della torre è collocata dalla parte che guarda verso l'interno, lasciando la parte rivolta verso il mare senza aperture, in modo che le navi nemiche non potessero avvistare l'eventuale luce del torriero.

## Galleria d'immagini

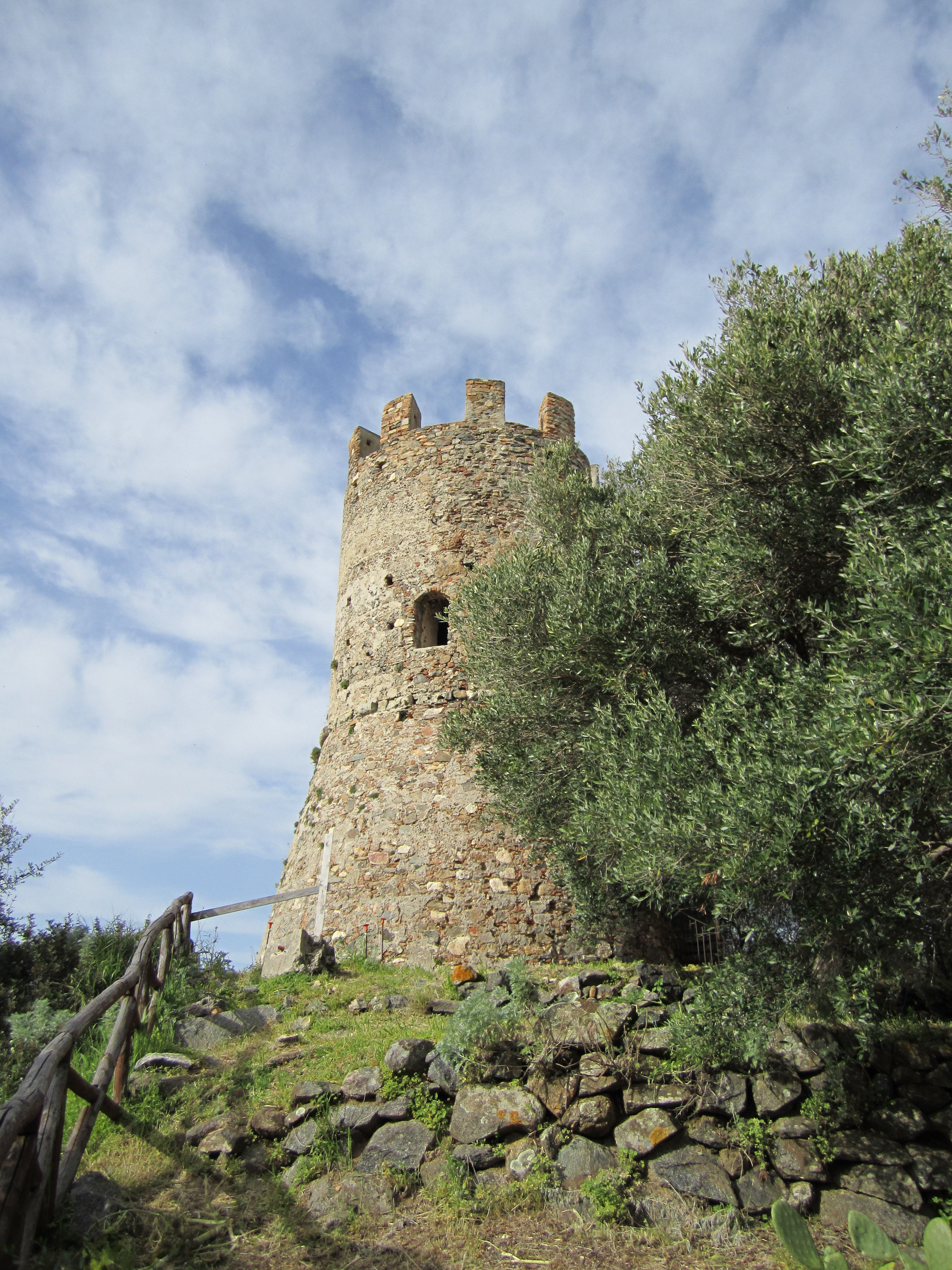
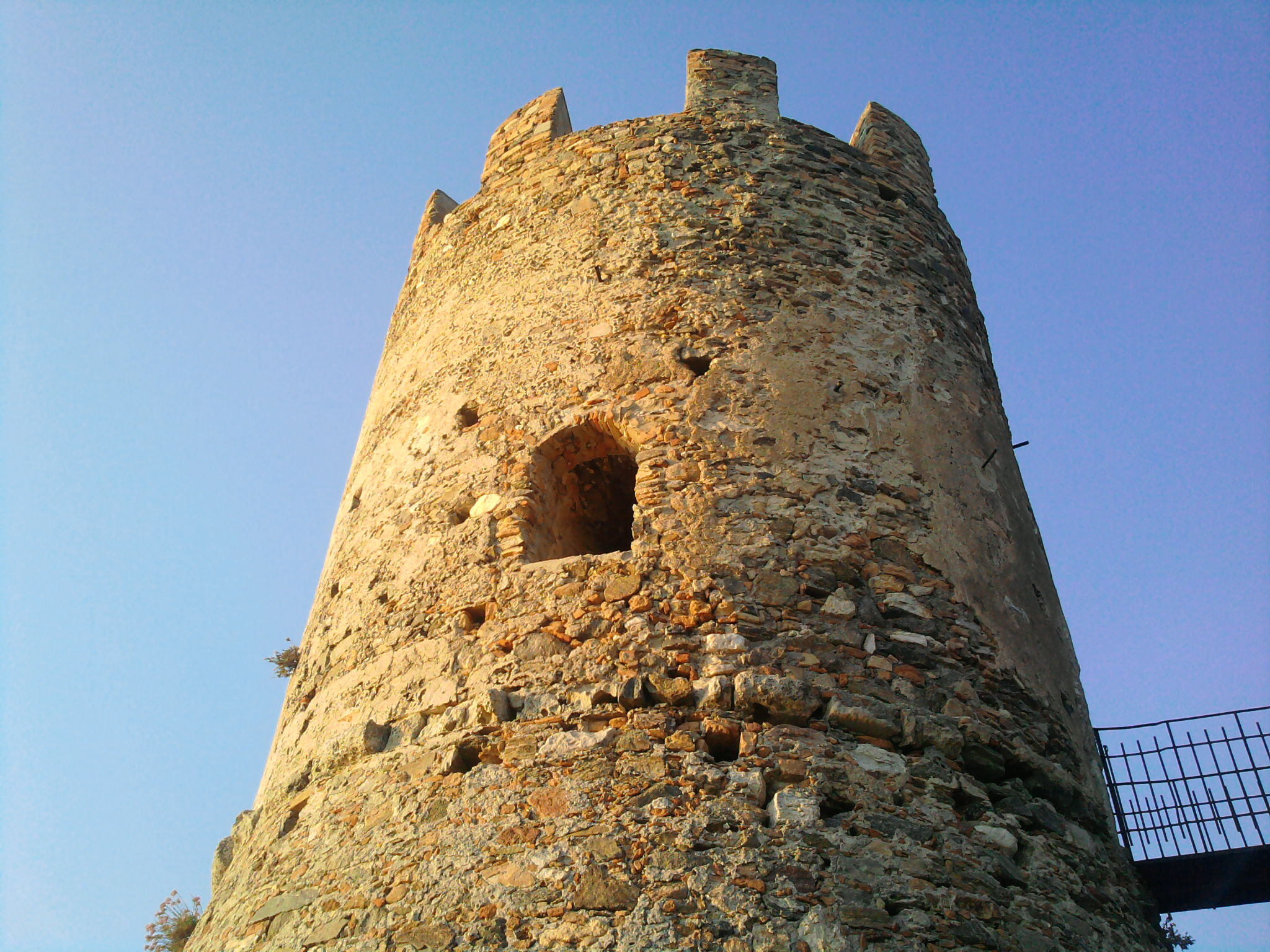
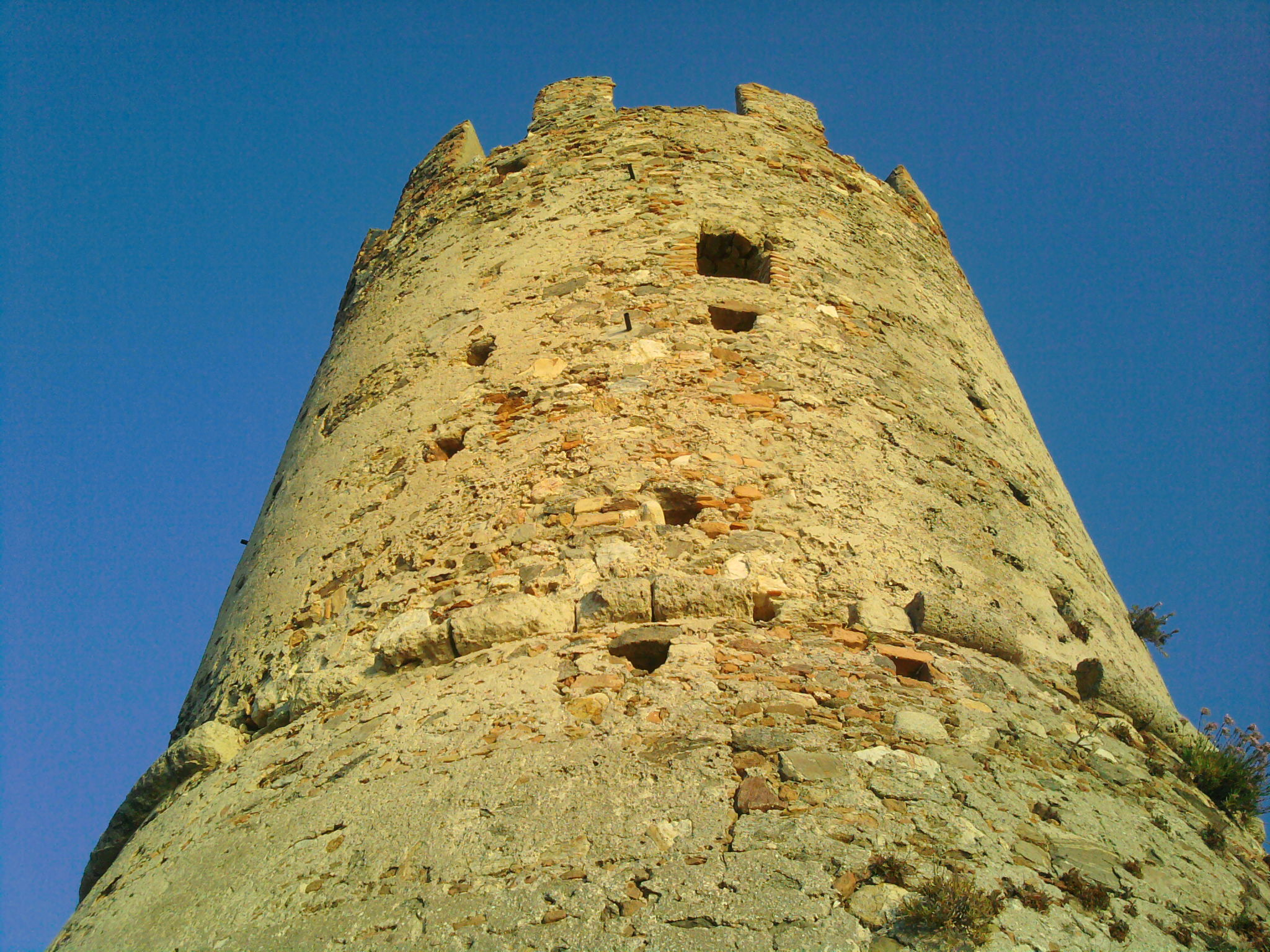
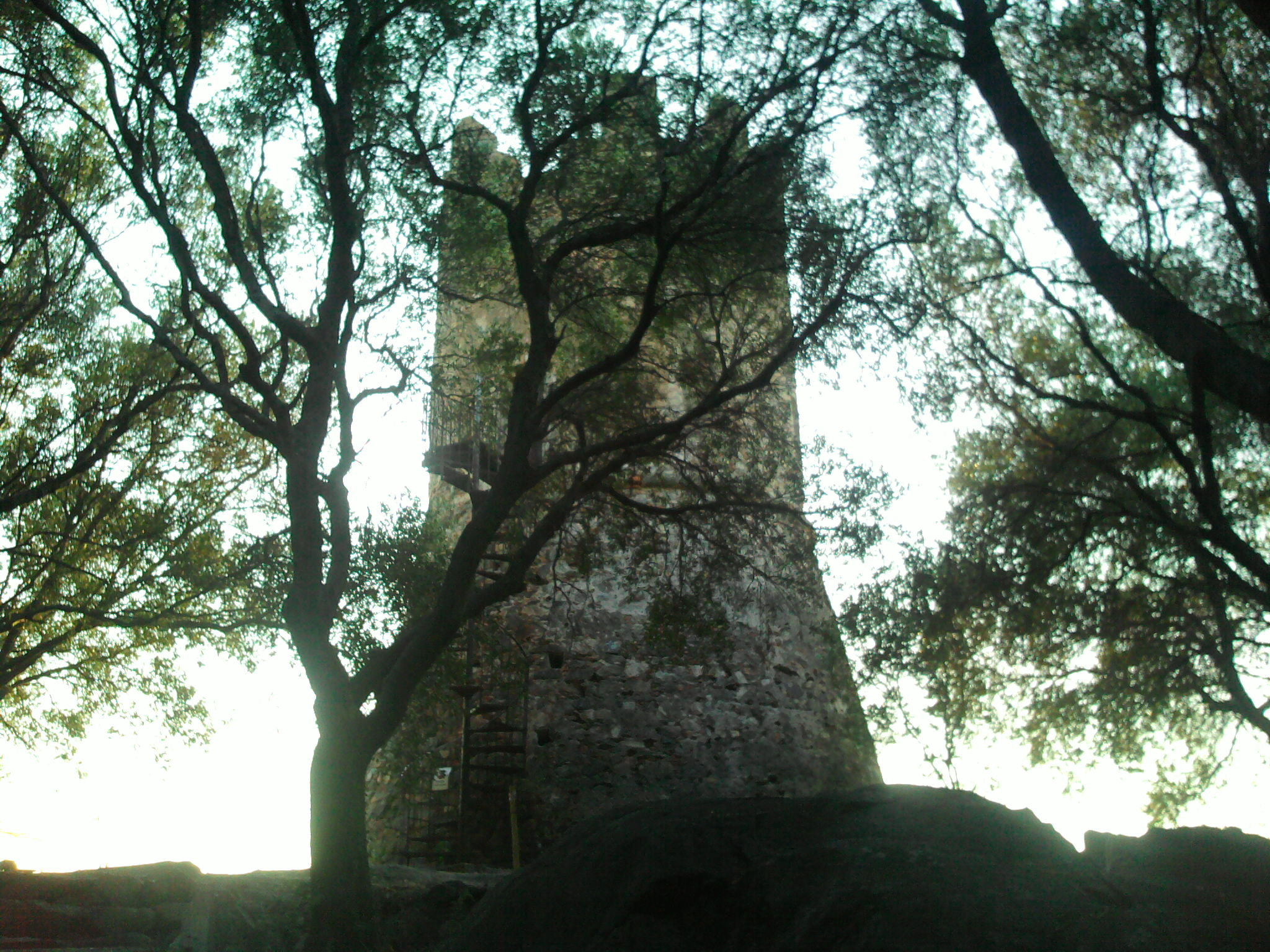